# Adena-Kultur
Adena-Kultur ist die Bezeichnung für eine im mittleren Ohio-Tal ansässige prähistorische Indianerkultur. Sie lässt sich für die Zeit von etwa 1000 v. Chr. bis 200 n. Chr. nachweisen. 

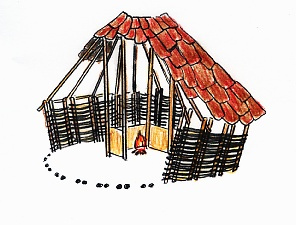
Adena-Haus (Rekonstruktion)

Zu den charakteristischen Merkmalen der Adena-Kultur zählen spezifische Keramikarbeiten sowie die als Mounds bezeichneten Grabhügel, Schmuck sowie Anfänge einer Landwirtschaft. Zu den angebauten Pflanzen zählen Sonnenblumen und Kürbisse. Für die Jahre am Ende der Adena-Periode lässt sich auch der Anbau von Mais nachweisen. Der Hauptteil der Nahrung wurde jedoch durch die Jagd erworben. Die Adena praktizierten außerdem einen Ahnenkult. 
Zeugnisse der Adena-Kultur lassen sich in den heutigen US-amerikanischen Bundesstaaten Ohio, Indiana, Kentucky, West Virginia, Pennsylvania und New York nachweisen. 
Die Adena-Kultur geht relativ fließend in die Hopewell-Kultur über, deren Verwandtschaft aber unklar ist.